# .45 GAP

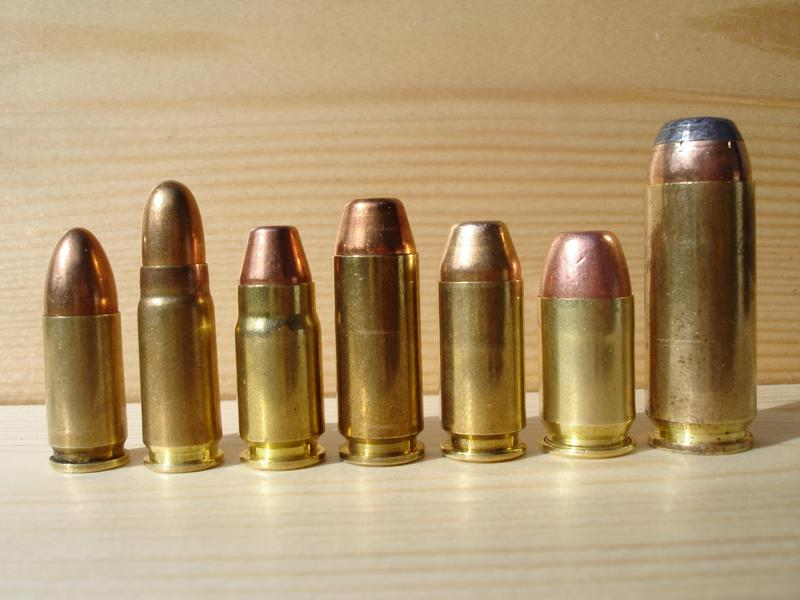
Serie di cartucce, da sinistra a destra: 9 × 19 mm Parabellum, 7,62 × 25 mm Tokarev, .357 SIG, 10 mm Auto, .45 Schofield .45 GAP, .50 Action Express

La .45 GAP (Glock Automatic Pistol) o .45 Glock (11.43x19mm) è una cartuccia da pistola progettata dall'ingegnere Ernest Durham della Cascade Cartridge Inc (CCI), su richiesta dell'azienda austriaca Glock per la sua pistola Glock 37. L'azienda austriaca richiese lo sviluppo di una cartuccia che avesse la medesima potenza di fuoco della cartuccia .45 ACP, che avesse una copertura di testa più resistente per ridurre la possibilità di rottura del collo della cartuccia e che fosse più corta per poter essere adoperata in pistole più compatte.
Caratteristica fondamentale della .45 GAP è la ridotta altezza della munizione che, così, può essere impiegata in pistole maneggevoli con il fusto derivato da quello delle pistole semiautomatiche 9mm. La .45 GAP deriva per accorciamento dalla .45 ACP ma ha subito ulteriori importanti modifiche: le pareti interne del bossolo sono rastremate per poter montare pesanti proiettili di 230 gr senza rigonfiamenti anomali del bossolo medesimo; l'innesco non è del tipo large pistol, come per la .45 ACP, ma è small pistol in funzione del ridotto volume della camera a polvere; il bossolo è di tipo "rebated", cioè col fondello (leggermente) più stretto della larghezza del bossolo.
Le prestazioni restano invariate rispetto alla .45 ACP, solo le pressioni sono leggermente più alte eguagliando quelle della .45 ACP+P. Questo comporta l'avere le stesse prestazioni di un'arma calibro .45 ACP in una pistola più compatta. Anche la Springfield Armory, Inc. ha adottato il .45 GAP nella pistola HS2000.

## Utilizzo presso le forze dell'ordine
Le forze dell'ordine in generale hanno iniziato a cambiare le armi calibro .45 in favore di pistole camerate .40 S&W e 9x19mm Parabellum. Nonostante questo cambiamento, il .45 GAP ha avuto un certo seguito presso diversi dipartimenti di forze dell'ordine. Tre forze dell'ordine statali degli Stati Uniti hanno adottato il calibro .45 GAP per sostituire il munizionamento 9x19mm Parabellum (New York), oppure le pistole in servizio .40 S&W (South Carolina e Florida). Parrebbe che recentemente la New York State Police, la South Carolina Highway Patrol e la Florida Highway Patrol hanno completato l'adozione della Glock 37 camerata .45 GAP.